# Mittitjärnen (Älvsby socken, Norrbotten, 730095-173026)
Mittitjärnen är en sjö i Älvsbyns kommun i Norrbotten och ingår i Piteälvens huvudavrinningsområde.